# 亨里·斯戈特·图克
亨里·斯戈特·图克 RA（英語：Henry Scott Tuke，1858年6月12日—1929年3月13日），英国视觉艺术家。主要从事作画，同时也是个摄影家。作品以印象派艺术为主，而其创作的有关裸体的男孩和年轻男士的主题成为他最广为人知的符号。
他出生在约克劳伦斯街一个信奉贵格会的家庭，是丹尼尔·哈克·图克（Daniel Hack Tuke）与Maria Strickney的第二个儿子。他们一家于1859年移居到康沃尔的法尔茅斯，作为医师的哈克·图克在那里建了诊所。图克的姐姐，后来为他写了传记的Maria Tuke Sainsbury 出生于此。图克小时候就被鼓励去作画，有些他早年的画作（画于四或五岁之时）于1895年出版发行。1879年，图克和他的哥哥威廉姆进入了滨海韦斯顿的欧文·夏普（Irwin Sharps）的公谊会学校，并在那里待到了16岁。
1875年，图克就读于斯莱德美术学院。哈克·图克最初打算为图克交付学费，但图克在1877年赢取了奖学金，这使他能继续在斯莱德学习，且在1880年去了意大利。1881年-1883年期间，图克待在巴黎，结识了朱巴斯蒂·莱佩奇（Jules Bastien-Lepage），他鼓励图克去写生。在法国学习的这段时间，图克决定去康沃尔的纽林，因为他在斯莱德和巴黎认识的朋友创立了“纽林画派”（Newlyn School of painters）。在伦敦皇家艺术学院展出后，他在那里获得了可观的佣金。
1886年，图克回到了法尔茅斯，那是他创作其主要作品的地方。图克逐渐被公认为优秀的艺术家并于1914年被皇家艺术研究院选为正式成员。1928年，图克遭到了心脏病的打击，在1929年3月份时去世。对于他艺术生涯的结束，图克知道自己的作品已不再流行。在他的意愿下，他将留下的大量数目的钱给了那些曾担任他模特的年轻男士和男孩。今天，他以创作有关年轻男士的油画而被铭记，但除了作为一名具象画家取得的成就外，他也是一个公认的海景艺术描写专家，他画了与其创作的人物一样数量的帆船。他是一个多产画家，超过1300多的作品留世且愈多的画作正被发现。

## 画作

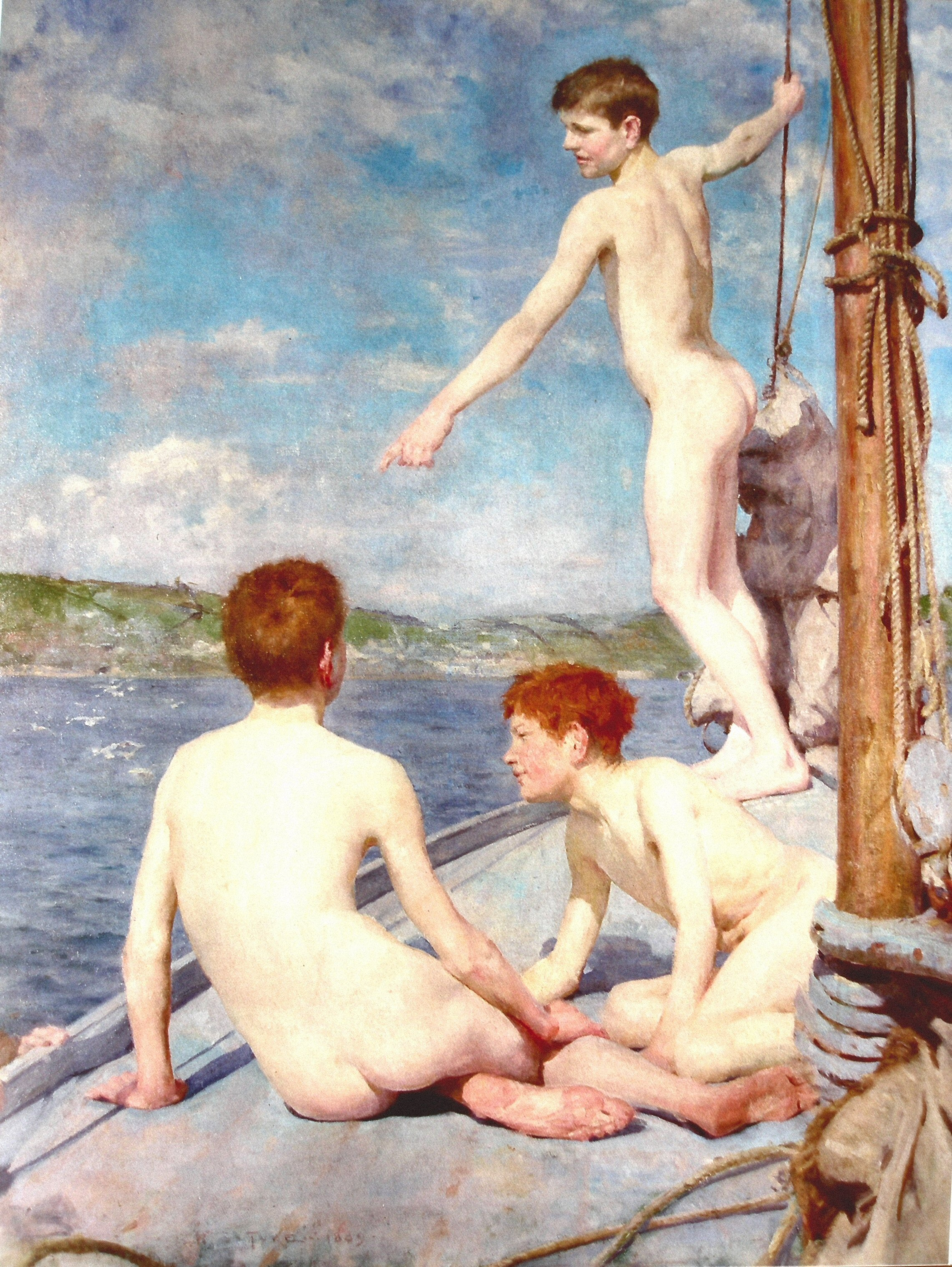
《泳者》（The bathers)
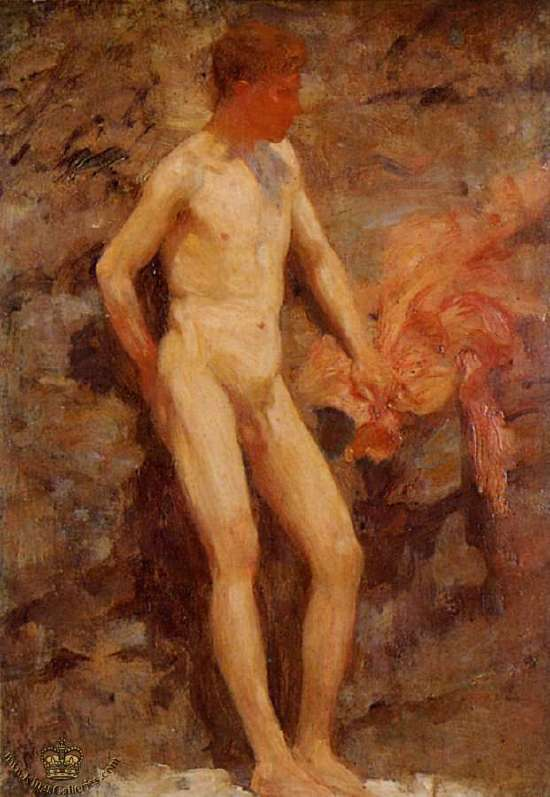
Charlie Mitchell
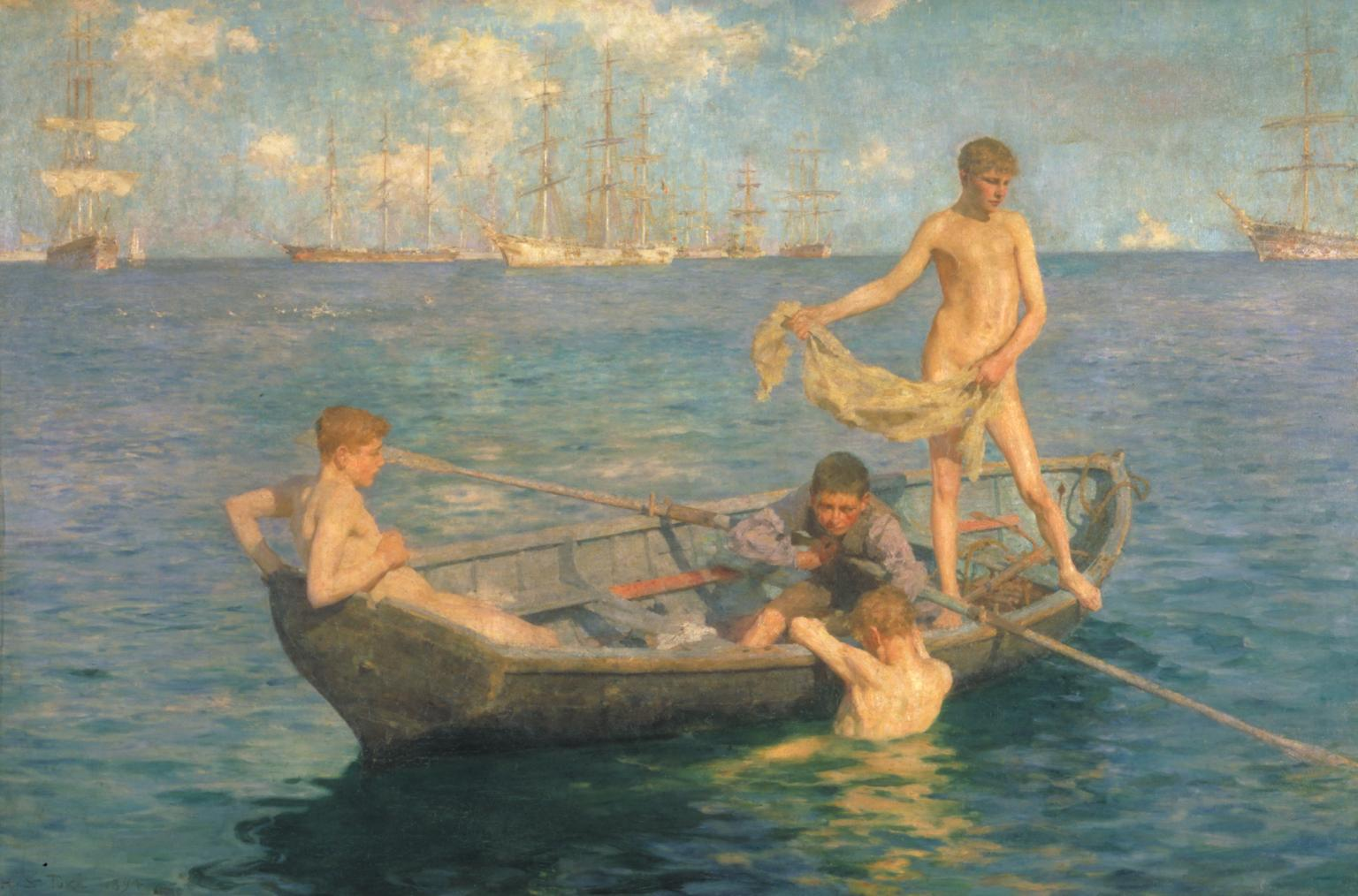
《蓝色八月》August Blue
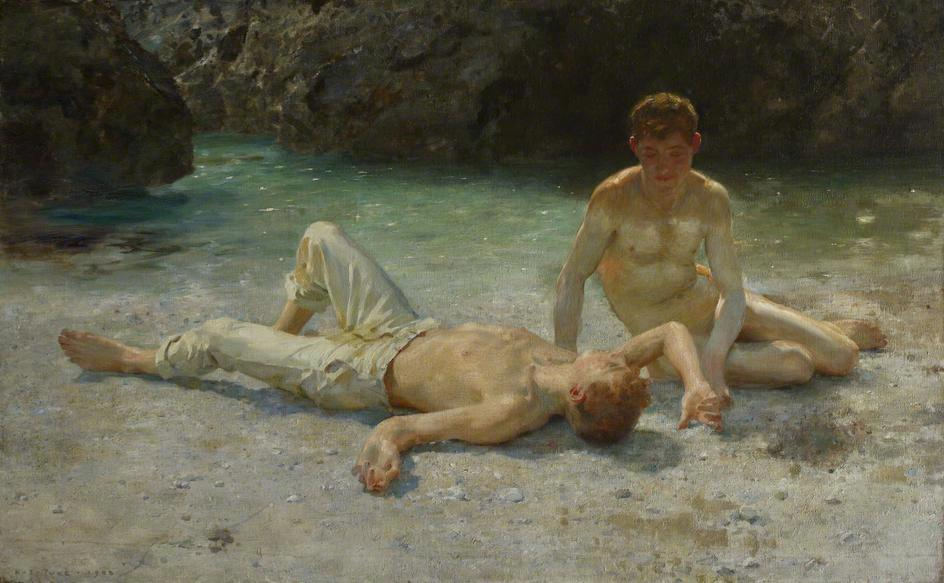
《正午的热》Noonday heat (1902)
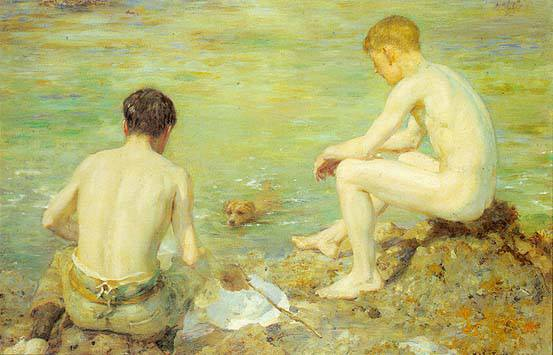
《三个同伴》The three companions (1905)
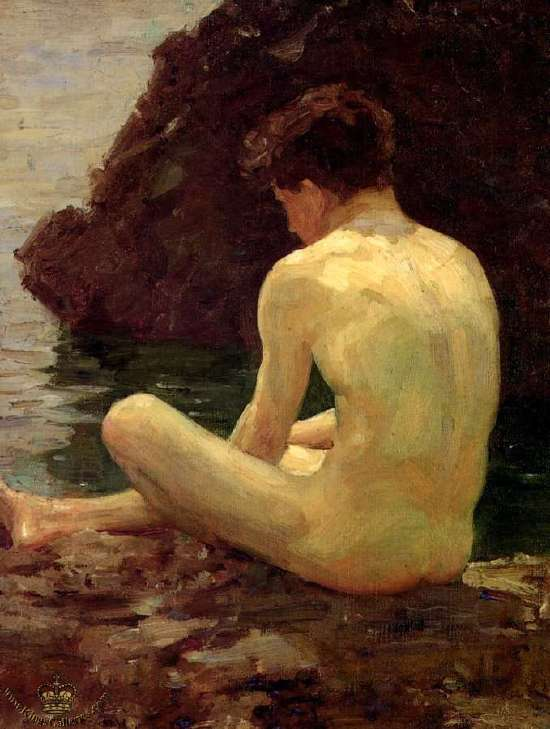
《七月的太阳》July sun (1913)
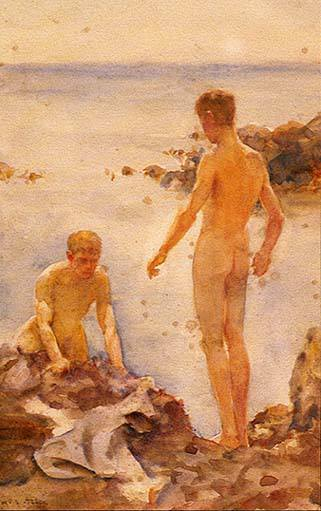
《在礁石旁洗浴的男孩们》Boys bathing on rocks (1921)
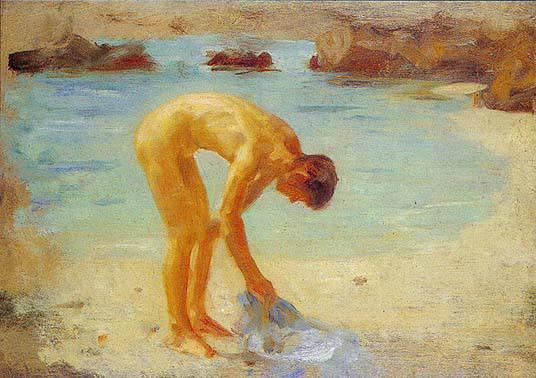
《蓝宝石的图像研究》Figure study for "Aquamarine" (1928)
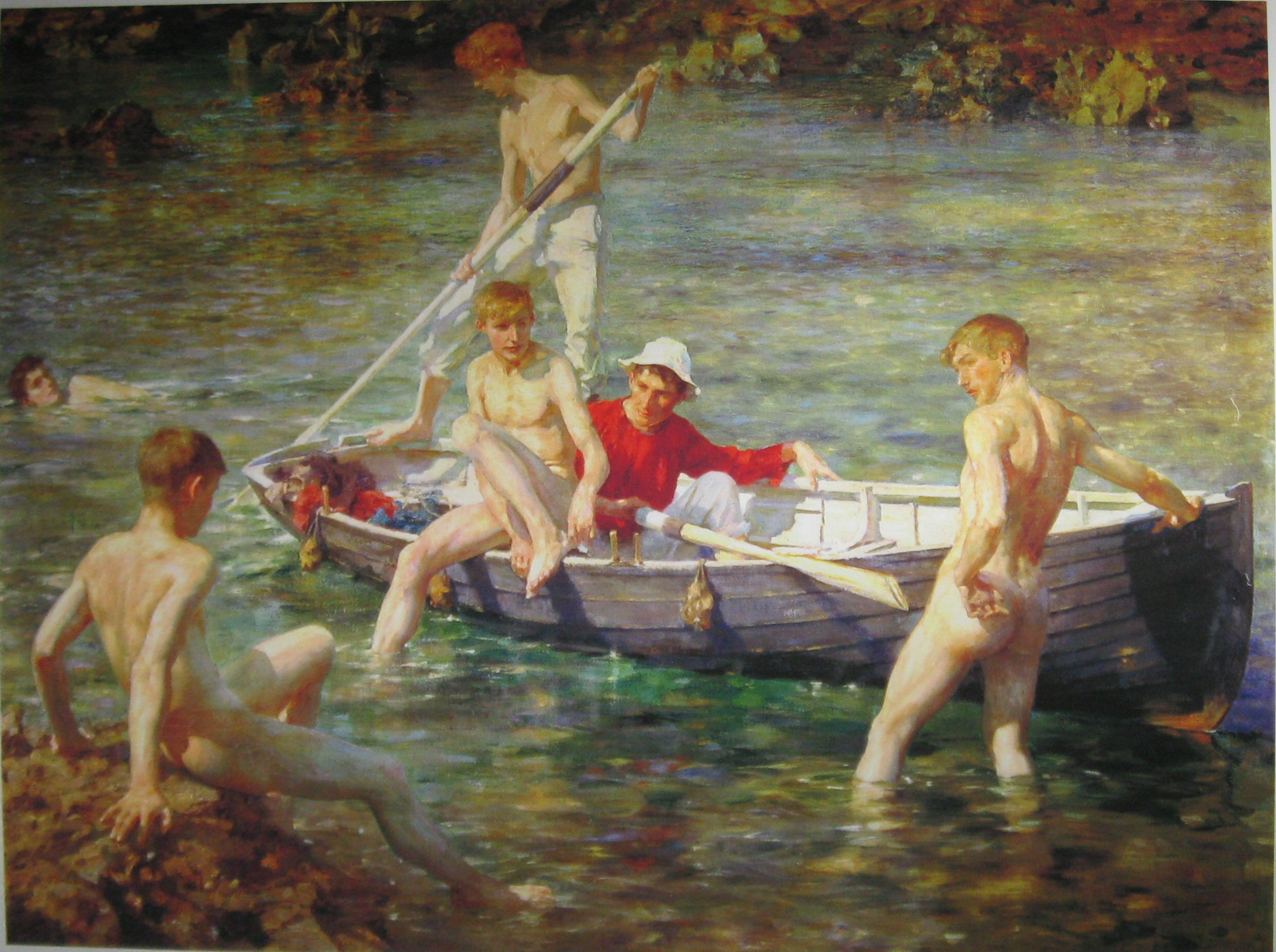
《红宝石，黄金和孔雀石》Ruby, gold and malachite (1902)
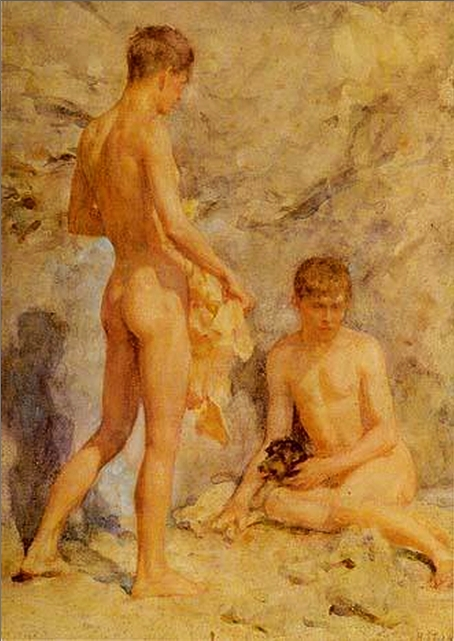
《两个男孩与一只狗》Two boys and a dog (1914)
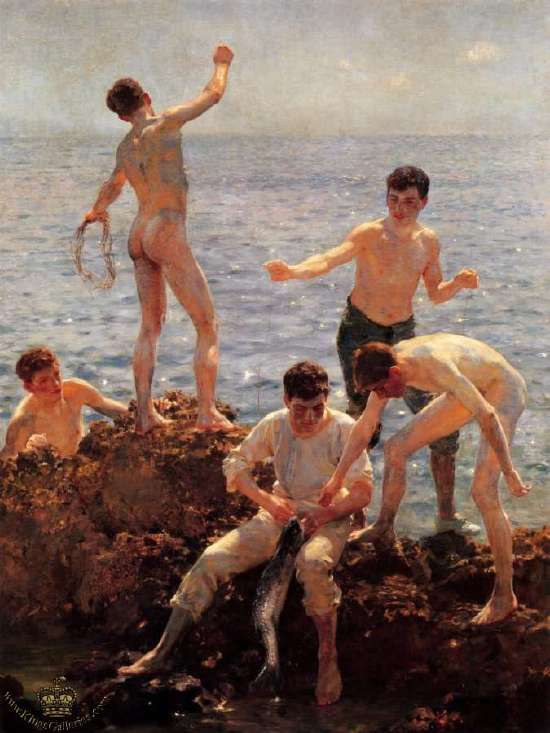
《太阳的爱人》或《仲夏的早晨》Lovers of the sun (Midsummer Morning) (1922)
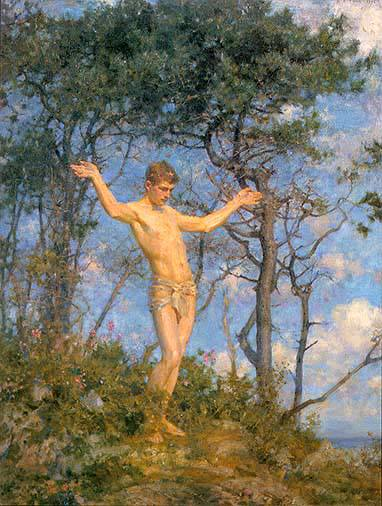
《太阳的崇拜者》或《早晨的太阳》The sun worshipper (In the morning sun) (1904)